# Richard Henry Morefield
Richard Henry Morefield (n. 9 septembrie 1929, Los Angeles, California, SUA – d. 11 octombrie 2010, Raleigh, Carolina de Nord, SUA) a fost un diplomat american care a servit în Serviciul Extern al Statelor Unite. El a fost unul dintre cei 66 de membri ai personalului de la ambasada americană din Teheran care au fost luați în captivitate de către un grup studenți islamist militant numit Adepții studenților musulmani ai liniei imamului la 4 noiembrie 1979, în ceea ce a devenit cunoscut sub numele de criza ostaticilor din Iran.